# Giovanni Susan
Giovanni Susan (Concordia Sagittaria, 9 febbraio 1937) è un ex calciatore italiano, di ruolo attaccante.

## Caratteristiche tecniche
Giocava come centravanti.

## Carriera
Dal 1954 al 1956 ha giocato nel campionato friulano di Promozione con il Città di Concordia, mentre nella stagione 1956-1957 ha segnato 2 reti in 22 presenze con il Portogruaro in IV Serie.
Esordisce tra i professionisti con il Catanzaro nella stagione 1957-1958, nella quale gioca 7 partite senza reti in Serie C; l'anno seguente contribuisce con 2 gol in 9 presenze alla vittoria del campionato, con conseguente promozione in Serie B, categoria in cui Susan esordisce nella stagione 1959-1960 segnando una rete in 8 presenze.
Nella stagione 1960-1961 mette invece a segno 5 gol in 23 presenze, ed ancora nella stagione 1961-1962 va in rete 3 volte in 12 partite in Serie B ed una volta in 2 partite in Coppa Italia, competizione chiusa dalla squadra giallorossa con l'eliminazione nei quarti di finale. Disputa il suo ultimo campionato con la squadra calabrese nella stagione 1962-1963, nella quale realizza 2 gol in 13 presenze in Serie B.
Nella stagione 1963-1964 Susan ha giocato in Serie C con la maglia del Lecce, totalizzando 8 presenze ed un gol.
Dal 1964 al 1966 ha fatto parte della rosa del Campobasso, in Serie D, categoria in cui ha giocato complessive 20 partite senza reti segnate.
In carriera ha segnato complessivamente 11 gol in 56 presenze in Serie B.

## Palmarès

### Club

#### Competizioni nazionali
- Serie C: 1

Catanzaro: 1958-1959